# هری گریفیث (بازیکن فوتبال، زاده ۱۹۱۲)
هری گریفیث (انگلیسی: Harry Griffiths؛ ۱۷ نوامبر ۱۹۱۲ – ۱۱ ژوئن ۱۹۸۱) بازیکن فوتبال اهل بریتانیا بود.
از باشگاه‌هایی که در آن بازی کرده‌است می‌توان به باشگاه فوتبال پورت ویل اشاره کرد.